# Zlín Z-20
De Zlín Z-20 is een Tsjechoslowaaks laagdekker passagiersvliegtuig gebouwd door Moravan, toen deze nog Zlín heette. De Z-20 vloog voor het eerst in het jaar 1946.

## Specificaties
- Bemanning: 2
- Capaciteit: 4 passagiers
- Lengte: 10,25 m
- Spanwijdte: 15 m
- Vleugeloppervlak: 24,55 m2
- Leeggewicht: 2 000 kg
- Startgewicht: 2 800 kg
- Motoren: 2× Argus As 10C, 177 kW (240 pk) elk
- Maximumsnelheid: 315 km/h
- Kruissnelheid: 295 km/h
- Vliegbereik: 600 tot 800 km
- Plafond: 5 000 m
- Klimsnelheid: 4,3 m/s